# Propylenglykol
Propylenglykol, som også kaldes 1,2-propandiol eller propan-1,2-diol, er et organisk stof (en diol eller dobbeltalkohol) med bruttoformlen C3H8O2 eller HO-CH2-CHOH-CH3. Det er en klar, farveløs og næsten lugtløs væske med en svag, sødlig smag. Stoffet er vandsugende og lader sig blande med vand, acetone og kloroform. Som tilsætningsstof bærer det betegnelsen E-1520
Stoffet kaldes sommetider α-propylenglykol, sådan at man kan skelne det fra den isomere propan-1,3-diol HO-(CH2)3-OH, som også kaldes β-propylenglykol.

## Kiralitet
Propylenglykol indeholder et asymmetrisk kulstofatom, og derfor findes stoffet i to stereoisomere former. Handelsvaren er en blanding af disse to. Man kan skaffe sig rene, optiske isomerer ved hydrering af optisk rent propylenoxid.

## Produktion
Industrielt fremstillet propylenglykol produceres ud fra propylenoxid. Producenterne bruger enten en ikke-katalytisk proces, der foregår ved høje temperaturer (200-220 °C), eller en katalytisk metode, som foregår ved 150-180 °C, under tilstedværelse af en ionbytter eller en ringe mængde svovlsyre eller base.
Slutprodukterne indeholder 20% 1,2-propandiol, 1,5% dipropylenglykol og små mængder af andre polypropylenglykoler. Propylenglykol kan også fremstilles ved konvertering fra glycerol, som er et biprodukt ved fremstilling af biodiesel.

## Anvendelser
Propylenglykol bruges:
- Som opløsningsmiddel for mange mediciner, bl.a. til oral indtagelse, injektion og specielle produkter. Ved injektion af diazepam, der er uopløseligt i vand, bruger man propylenglykol som opløsningsmiddel.[3]
- Som tilsætningsstof i fødevarer, hvor det bliver deklareret som E-1520
- Som emulgator Angostura og orangelikører
- Som fugtgiver i medicin, kosmetik, fødevarer, tandpasta, shampoo, hårplejemidler og tobaksvarer
- Som bærestof for duftstoffer
- Som tilsætningsstof i massageolier
- I håndrensemidler, antiseptiske lotioner og saltopløsninger
- I de røgmaskiner, der leverer røg ved brandøvelser og under teaterforestillinger
- I elektroniske cigaretter som middel til at bringe den nikotinholdige væske til fordampning.
- Som opløsningsmiddel for madfarver og smagsstoffer
- Som en ingrediens (sammen med voks og gelatine) ved fremstilling af paintballs
- Som fugtighedsstabilisator i snus
- Som kølemiddel i de glykolomsluttede gæringstanke, der bruges ved øl- og vinproduktion
- Som et ugiftigt antifrysemiddel i drikkevandsystemer og på steder, hvor antifrysemidlet kan risikere at løbe ud i jord, vand eller kloaksystemer.[4]
- Som et forholdsvis ugiftigt antifrysningsmiddel i solfangere
- Som opløsningsmiddel, når man skal blande fotografiske kemikalier som f.eks. fremkaldervæske
- Ved kryonik
- Som den trykbærende væske i hydrauliske presser
- Som kølemiddel i flydende kølesystemer
- Til regulering af fugtigheden i en cigarhumidor
- Som middel til aflivning og konservering i de fælder, der oftest bliver brugt til at fange jordlevende biller
- Som tilsætningsstof i pibetobak for at hindre udtørring
- Ved behandling af ketose hos husdyr
- Som hovedingrediens i deodorantstifter
- Til fjernelse af overisning på fly[5]
- Som en ingrediens i blækket til UV tattoo
- Som smøremiddel i airconditionkompressorer

## Egenskaber
Propylenglykol har egenskaber, der svarer til dem hos ethylenglykol (monoethylenglykol eller MEG). (Hvorimod propylenglykol betegnes med akronymerne PG eller MPG (monopropylenglykol)). Det er praksis i industrien at erstatte ethylenglykol med propylenglykol, når man ønsker en større sikkerhedsmargin.
Propylenglykol findes i de nyere antifrysningsvæsker til biler og i de afisningsmidler, der bruges i lufthavne. Her udnytter man den kendsgerning, at frysepunktet hos både ethylenglykol og propylenglykol falder, når stofferne bliver blandet med vand, fordi vandets hydrogenbindinger afbrydes. Modsat ethylenglykol er propylenglykol meget lidt giftigt, mens de begge kan nedbrydes biologisk.

## Problemer

### Mennesker
Den akutte giftighed ved indtagelse af propylenglykol er meget ringe, og der kræves store mængder for at fremkalde tydelig skade på helbredet hos mennesker. Propylenglykol nedbrydes i kroppen til pyrodruesyre (som er et normalt led i glukosestofskiftet, hvor det fungerer som energikilde), eddikesyre (der bliver omsat i etanolstofskiftet), mælkesyre (en almindeligt forekommende syre, som dannes i store mængder under flere stofskifteprocesser), og propionaldehyd.
Alvorlig forgiftning opstår kun ved plasmakoncentrationer over 1 g/liter, som kun forekommer ved ekstremt stor indtagelse over forholdsvis kort tid. Det vil være næsten umuligt at nå giftige mængder ved at indtage madvarer eller tilbehør, som højst indeholder 1 g/kg af propylenglykol. Eksempler på propylenforgiftning er normalt enten forbundet med fejlagtig, intravenøs indgivelse eller med børns tilfældige indtagelse af store mængder. Risikoen for langvarig oral forgiftning er også ringe. I en undersøgelse gav man rotter føde, som indeholdt så meget som 5% propylenglykol, gennem en periode på 104 uger, og de viste ingen synlige tegn på sygdom.
Langvarig kontakt med propylenglykol er stort set ikke irriterende for huden. Ufortyndet propylenglykol er svagt irriterende for øjnene og kan fremkalde let og forbigående bindehindekatar (øjet kommer sig, når det bliver fri for påvirkningen). Udsættelse for dampene kan skabe irritation i øjne og luftveje. Inhalering af propylenglykoldampe ser ikke ud til at indebære nogen afgørende risiko ved almindelig brug. Men nogle få erfaringer hos mennesker viser, at indånding af propylenglykoldampe muligvis kan være irriterende for nogle. Derfor bør man undgå at udsætte folk for indånding af tåge fra disse stoffer. En del forskning antyder, at propylenglykol ikke bør bruges, hvor det er sandsynligt, at man kan blive udsat for at inhalere dampene eller få dem i øjnene, sådan som det sker ved tågedannelse under teaterforestillinger eller ved brug af antifrysningsopløsninger til øjenskylning.
Propylenglykol fremkalder ikke overfølsomhed og det viser ingen tegn på at være kræftfremkaldende eller at være årsag til arvelige forandringer.
Man har set negative virkninger af intravenøs indgivelse af medicin, der bruger propylenglykol som bærestof, hos flere personer, særligt ved store doseringer. Virkningerne kan omfatte "lavt blodtryk[,] kortåndethed... QRS og T uregelmæssigheder ved elektrocardiogrammet[,] hjerteflimmer[,] hjertestop[,] serumtab[,] mælkesyreacidose[,] og hæmolyse". En stor procentdel (12-42%) af direkte injiceret propylenglykol bliver fjernet eller udskilt gennem urinen afhængigt af doseringen, mens resten findes som glucuronid. Tempoet i nyrefiltreringen daler i takt med, at doseringen bliver forøget, hvad der kan skyldes propylenglykols mildt bedøvende effekt eller afslappende egenskaber i og med at det er en alkohol.
I et enkelt tilfælde kan intravenøs indgivelse af nitroglycerin i en polypropylenglykolopløsning have ført til koma og acidose.
Ifølge en undersøgelse fra 2010 ved Karlstad Universitet var koncentrationen af polyglycerolestere, propylenglykol og glykolætere i indendørsluften, særligt luften i soveværelset, forbundet med en forøget risiko for at børn kan udvikle talrige åndedrætsproblemer og sygdomme i immunsystemet, deriblandt astma, høfeber, eksem og andre allergier, sådan at den forøgede risiko lå mellem 50% og 180%. Denne koncentration er blevet forbundet med brugen af vandbaserede malinger og vandbaserede rengøringsmidler. I Danmark må stoffet ikke anvendes som emulgator i fødevarer, men gerne som opløsningsmiddel for tilsætningsstoffer og aromastoffer i koncentrationer op til 1g/kg fødevare.

### Dyr
Propylenglykol er anerkendt som et tilsætningsstof i hundefoder og bliver i USA almindeligvis betragtet som sikkert for hunde. Tilsvarende er propylenglykol også et godkendt tilsætningsstof i menneskemad. Undtagelsen er, at det er forbudt i kattemad på grund af kattes artsbestemte reaktion i kroppen, som det nævnes i 21 CFR 582.1666.

### Allergisk reaktion
Forskning har indikeret, at personer, som ikke kan tåle propylenglykol, muligvis lider af en særlig form for irritation, men at de kun sjældent udvikler allergisk kontakteksem. Andre forskere mener, at forekomsten af allergisk kontakeksem, udløst af propylenglykol, muligvis udgør mere end 2% hos patienter med eksem.
Patienter med vulvodynia og cystitis i indvoldene kan være særligt følsomme overfor propylenglykol. Kvinder, der kæmper med svampeinfektioner kan også opleve, at nogle cremer kan forårsage intense, brændende smerter. Kvinder, der er igennem menopausen, og som må anvende en østrogencreme, kan opleve, at mærker, der er indeholder propylenglykol, ofte skaber ekstremt ubehagelig brænden ved kønsdelene og urinåbningen. I disse tilfælde kan patienterne bede om, at det lokale apotek fremstiller en "propylenglykol-fri" creme.
Visse brugere af elektroniske cigratter, som inhalerer propylenglykoldampe, kan opleve tørhed i svælget og kortåndethed. Nogle fabrikanter tilbyder at bruge vegetabilsk glycerin i "e-væsken" til dem, som har allergi (eller ubehagelige reaktioner) overfor propylenglykol.
Nye resultater i en svensk undersøgelse antyder kraftigt, at der er en forbindelse mellem luftbårne koncentrationer af propylenglykol i bygninger og udviklingen af astma og allergiske reaktioner som tilstoppet næse (høfeber) hos børn. 

### Muligheder som luftbåren sygdomsbekæmpelse
Undersøgelser, der blev udført i 1942 af Oswald Hope Robertson, viste at indånding af fordampet propylenglykol kan forebygge lungebetændelse,, influenza og andre åndedrætssygdomme. Senere har man foretaget undersøgelser på aber og andre dyr for at klarlægge langtidsvirkningerne, særligt muligheden for ophobning i lungerne. Man fandt ingen bivirkninger efter nogle få måneders behandling.

### Miljø
Propylenglykol vides at kræve høje iltkoncentrationer, når det er under nedbrydning i overfladevand. Store mængder af opløst ilt i vandet forbruges, når mikroorganismerne nedbryder glykol. Derfor kan processen have negativ virkning i vandet, når den forbruger den ilt, de vandlevende organismer har brug for til deres overlevelse.
Risikoen for iltmangel på grund af lufthavnenes brug af afisning er mange gange større end den, er er forbundet med spildevand. For eksempel bliver den propylenglykol-baserede afisningsvæske fortyndet til en blanding med ca. 50 % propylenglykol. Ren propylenglykol har et biokemisk iltforbrug over fem dage (BOD5) på ca. 1.000.000 mg/liter. En typisk propylen-baseret afisningsvæske kan derfor have et BOD5 på ca. 500.000 mg/liter. Til sammenligning har ubehandlet spildevand typisk et BOD5 på ca. 200 mg/L. Mængden af væske, der bruges til afisning af en enkelt jetmaskine, afhænger af den type nedbør, man har med at gøre, og flyets størrelse, men den ligger mellem flere hundrede og flere tusinde liter. På den måde kan afisning af en enkelt flyvemaskine fremkalde en BOD5-belastning, der er større end den, 1 million liter ubehandlet spildevand medfører. En større hovedlufthavn har ofte flere hundrede flyafgange pr. dag.
En tilstrækkelig mængde opløst ilt er afgørende for fiskenes, de hvirvelløse dyrs og de øvrige vandorganismers overlevelse. Hvis iltkoncentrationen falder under et minimumsniveau, udvandrer dyrene, hvis det er muligt og de i øvrigt formår det, til steder med højere iltkoncentration, og ellers dør de. Fald i iltkoncentrationen kan reducere eller udslette de bundlevende populationer, skabe betingelser, som fremkalder en ændring i sammensætningen af dyr i biotopen eller ændre balancerne i de afgørende fødenet.

## Eksterne links
- Fødevarestyrelsen: Positivlisten 2011. Fortegnelse over tilsætninger til fødevarer (Webside ikke længere tilgængelig)
- Aromaforordningen jf. eur-lex: Europa-parlamentets og rådets forordning (EF) Nr. 1334/2008 af 16. december 2008 om aromaer og visse fødevareingredienser med aromagivende egenskaber til anvendelse i og på fødevarer (gældende fra 20. januar 2011)